# Ландришан
Ландриша́н (фр. Landrichamps) — коммуна во Франции, находится в регионе Шампань — Арденны. Департамент коммуны — Арденны. Входит в состав кантона Живе. Округ коммуны — Шарлевиль-Мезьер.
Код INSEE коммуны — 08247.
Коммуна расположена приблизительно в 230 км к северо-востоку от Парижа, в 135 км севернее Шалон-ан-Шампани, в 37 км к северу от Шарлевиль-Мезьера.

## Население
Население коммуны на 2008 год составляло 141 человек.
| 1962 | 1968 | 1975 | 1982 | 1990 | 1999 | 2008 |
| ---- | ---- | ---- | ---- | ---- | ---- | ---- |
| 139  | 147  | 127  | 166  | 139  | 132  | 141  |

## Экономика
В 2007 году среди 96 человек в трудоспособном возрасте (15—64 лет) 62 были экономически активными, 34 — неактивными (показатель активности — 64,6 %, в 1999 году было 60,7 %). Из 62 активных работали 48 человек (34 мужчины и 14 женщин), безработных было 14 (6 мужчин и 8 женщин). Среди 34 неактивных 11 человек были учениками или студентами, 8 — пенсионерами, 15 были неактивными по другим причинам.